# Balahna
Balahna (ru. Балахна) este un oraș din regiunea Nijni Novgorod, Federația Rusă și are o populație de 57.338 locuitori.
1. ↑  ОКТМО. 185/2016. Volga Federal District, accesat în 25 octombrie 2016